# 林从龙
林从龙（1928年—2019年7月24日），字夫之，男，湖南宁乡人，中国编辑家，曾任中华诗词学会副会长、顾问。